# ドリオサーム
ドリオサーム（DRIOSAWM）は、タイトーのコンピューターゲーム『ダライアスII 』に登場する架空の宇宙戦艦でボスキャラクター。

## 特徴
ウツボがモデルのベルサー巨大戦艦。ステージ3のD、E、Fゾーンに登場。
体を縦横無尽に動かし、シルバーホークに襲いかかる。口は牙状になっているが、本物のウツボと違い、顎に歯の列は無い。イラストで描かれる尾も含めると、9つの関節で描かれているが、ゲーム画面ではその倍以上の数の関節を柔軟に動かして、画面内外を行き来する。
色はレモン色が混じった茶色だが、メガドライブ版のDゾーンでは、紫色になっている。

## 能力
頭部からはホーミングミサイルを撃ち、尾の先端からは弾を連射する。体をSの字に曲げて動きが止まった時、プレイヤー機に向かって体当たりしてくる。場合によっては、体を利用して自機を囲う事もある。
家庭用移植作のメガドライブ版ダライアスII のDゾーンでは、体から放電エネルギーを放出している。これに触れると自機は半分麻痺して、動きが鈍くなってしまうが、すぐに回復する。体全体が弱点。

## PCエンジン版
PCエンジン版スーパーダライアスでは、Pゾーンボスとして登場する。
アーケード版『ダライアス』ではボツにされ、家庭用で復活した。体の節々から弾を連発してくる。動きは体当たり前のポーズをしない事を除けばダライアスⅡに似ているが、弱点は頭部のみなので狙いづらく、長期戦になる。
『スーパーダライアスII 』では、中ボスとなって登場する。

## ウナギ型敵キャラクター
ダライアスII では、火星ステージでウナギ型の大型ザコ敵が出現する。山の中から現れ、自機に向かって尾から弾を撃つ。体は8個の関節パーツで構成されている。無敵キャラだが、パーツを全て壊せば尾からの攻撃をしてこなくなる。メガドライブ版では尾から3方向弾を撃ってくる。
PCエンジン版『スーパーダライアスII 』ではこの大型雑魚は、ウィナーグィパイという名前でPゾーンの中ボス扱いとなっており破壊できる。
また、同ゲームBゾーンボスのガーディアンは、頭部はヨウジウオだが、顔の下はチンアナゴとなっている。

## リスクストレージ（RISK STORAGE）
『ダライアス外伝』の最終ステージVゾーンボスで、本種のようなウナギ類型戦艦であり、フウセンウナギがモチーフのリスクストレージ（RISK STORAGE）が出現する。
口から通常弾、ホーミングミサイル、ゴミ型弾、大ビーム球、追尾式流体金属、ウロコムシに、ネオンライトイリュージョンの頭部パーツ型の回転式レーザー砲塔を放出する。
尾鰭先端からはショートレーザーを連射し、尾の関節部からレーザー球を放出する。尾を破壊すれば90万点が入り、腹の脇や鰓部分も破壊可能。
最終ボスでは最も楽な部類だが、倒した後にはバッドエンドになっている。

因みに外伝のボツ案では、ドモスキンというボツになった敵ボスの体内から吐かれて、自機を攻撃するドリオサームⅡが登場する予定だった。